# Mesmerised
Mesmerised is het debuutalbum van Atrox, uitgebracht in 1997 door Head Not Found Records.

## Tracklist
1. "Intro" – 1:17
2. "Steeped In Misery As I Am" – 6:58
3. "Wave" – 10:28
4. "The Ocean" – 3:19
5. "A Minds Escape" – 6:34
6. "Flower Meadow" – 9:24
7. "The Air Shed Tears" – 7:01
8. "Hinc Allae La Crimae" – 12:30